# Textron Tower
La Textron Tower, antiguamente Old Stone Tower, es un moderno rascacielos en el Downtown de la ciudad de Providence, la capital del estado de Rhode Island (Estados Unidos). Es la sede mundial de Textron. Con 95 m, la Textron Tower se erige como el quinto edificio más alto de la ciudad y el estado.

## Arquitectura
La Textron Tower fue diseñada por Shreve, Lamb & Harmon, arquitectos del Empire State Building. La estructura está algo retrasada respecto a la línea del edificio y se eleva sobre la calle en un podio. El primer piso está revestido de mármol y sirve como base para el muro cortina de rejilla de hormigón. El edificio presenta revelaciones profundas unidas a un marco de hormigón armado y está revestido con paneles prefabricados de agregado profundamente expuestos.
La estructura se incluyó en un artículo de Business Insider de 2020 titulado El rascacielos más feo de todos los estados. 

## Galería

El One Financial Plaza junto a otros de los edificios más altos de Providence
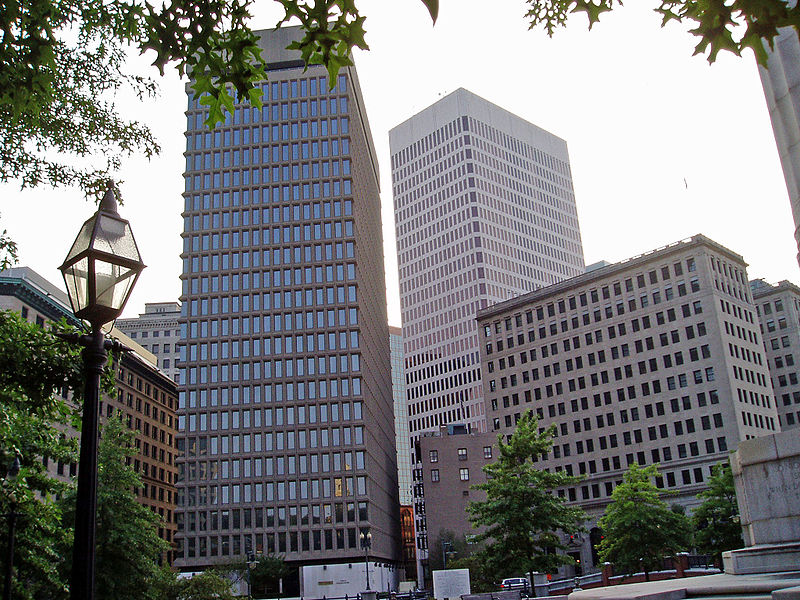
Desde el nivel de la calle
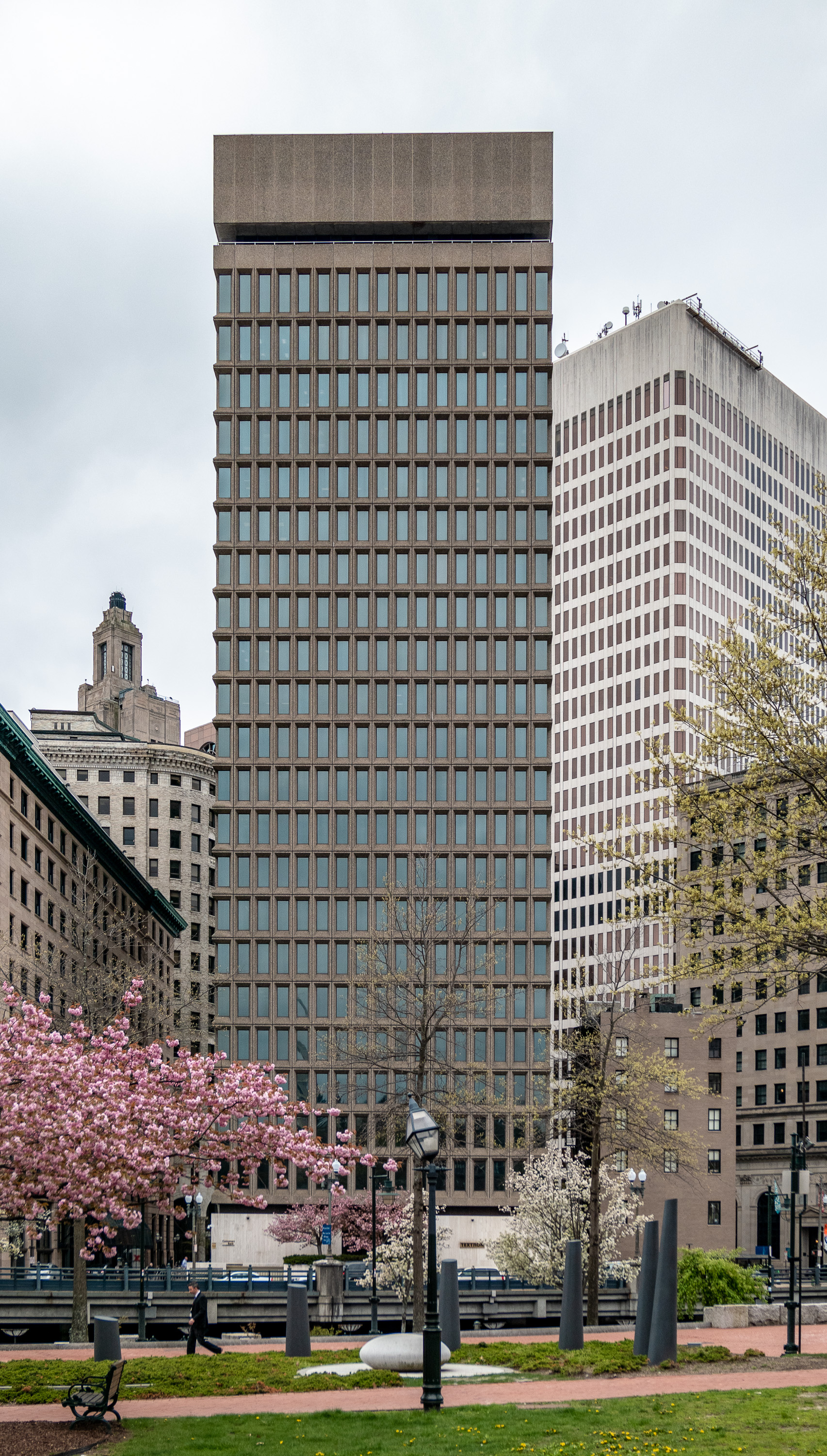